# Cmentarz na Białej Górze w Poznaniu
Cmentarz na Białej Górze – zlikwidowany cmentarz w Poznaniu, znajdujący się na Białej Górze, we wschodnim klinie zieleni, nieco na północ od ul. Walentego Dymka, przy leśnej drodze łączącej ulicę Dymka z ulicą Krańcową.

## Historia
Cmentarz na odkrytym, piaszczystym terenie założono w latach 30. XX wieku z przeznaczeniem dla mieszkańców Głównej, Zawad i Śródki. Na nekropolię wchodziło się przez bramę z sentencją: Byliśmy kim jesteście, będziecie kim jesteśmy. Cmentarz otoczono płotem z kutych, metalowych prętów. W centrum stał krzyż, do którego prowadziła jedna główna aleja. 
Cmentarz zlikwidowano najprawdopodobniej w okresie II wojny światowej.